# Feu sur le gang
Feu sur le gang (Come Fill the Cup) est un film américain réalisé par Gordon Douglas, sorti en 1951.

## Synopsis
Buveur invétéré, Lew Marsh perd son emploi de journaliste au Sun Herard, dirigé par John Yves. Après une cure de désintoxication, il décide avec un ami repenti de l'alcool, Charley Dolan, de s'entraider. Réengagé au Sun, non seulement, il doit lutter pour remonter la pente mais son amour, Paula, a épousé le neveu du propriétaire du Sun, Boyd Copeland.
Grand pianiste mais alcoolique, Boyd s'est entiché d'une danseuse convoitée par un des chefs de la pègre. John Yves demande à Lew d'être son ange-gardien... 

## Fiche technique
- Titre : Feu sur le gang
- Titre original : Come Fill the Cup
- Réalisation : Gordon Douglas, assisté de Don Alvarado (non crédité)
- Scénario : Ivan Goff et Ben Roberts
- Production : Henry Blanke
- Société de production : Warner Bros. Pictures
- Musique : Max Steiner
- Photographie : Robert Burks
- Montage : Alan Crosland Jr.
- Pays d'origine : États-Unis
- Format : Noir et blanc - 1,37:1 - Mono
- Genre : Drame
- Durée : 113 minutes
- Date de sortie : 1951

## Distribution
- James Cagney : Lew Marsh
- Phyllis Thaxter : Paula Copeland née Copeland
- Raymond Massey : John Ives
- James Gleason : Charley Dolan
- Gig Young : Boyd Copeland
- Selena Royle : Mme Dolly Copeland
- Larry Keating : Julian Cuscaden
- William Bakewell : Hal Ortman
- John Alvin : Travis Ashbourne
- John Kellogg : Don Bell

Acteurs non crédités
- Oliver Blake : Al, barman du Blue Pencil
- King Donovan : Kip Zunches
- Kathleen Freeman : Lil, standardiste au journal
- John Halloran : un barman
- Grandon Rhodes : Dr Ross
- Sheldon Leonard : Lennie Garr